# بتروفارادين
بتروڤارادين أو پيتيرڤارادين أو وارادين (بالسيريلية الصربية: Петроварадин) (بالتركية: Petervaradin) (بالتركية العثمانية: وارادين) هي مدينة تاريخية في مقاطعة فويفودينا الصربية، وهي الآن جزء من مدينة نوفي ساد الصربية. بلغ عدد سكان المنطقة الحضرية بها 14,810 نسمة عام 2011م. تقع بتروڤارادين على الضفة اليمنى لنهر الدانوب، مقابل الجزء الرئيسي من مدينة نوفي ساد.
بُنيت بتروڤارادين حول قلعة بتروڤارادين، الأساس التاريخي للمدينة الحديثة.

## الاسم
تأسست مدينة بتروڤارادين على يد القِلط، واسمها الأصلي غير معروف. في عهد الإدارة الرومانية كانت تُعرف باسم كوسوم (Cusum). بعد أن غزا الرومان قبيلة سكورديسكي القلطية (Scordisci) واستولوا على المنطقة، قاموا ببناء قلعة كوسوم حيث تقع قلعة بتروڤارادين الحالية.
أخذت المدينة اسمها من البيزنطيين، الذين أطلقوا عليها اسم پيتريكون أو پيتريكوف (باليونانية: Πετρικον) ويُفترض أنهم أطلقوا عليها هذا الاسم نسبة إلى القديس بطرس.
في وثائق عام 1237م، تم ذكر المدينة لأول مرة تحت اسم پيتورڤارود (Peturwarod)، وقد سُميت على اسم اللورد المجري <b>بطرس ابن توري</b> (Peter, son of Töre). كانت بتروڤارادين معروفة باسم بيترڤاراد تحت حكم مملكة المجر، وفارادين أو پيتيرڤارادين تحت حكم الدولة العثمانية، وبيترواردين تحت حكم ملكية هابسبورغ.
اليوم، تُعرف البلدية باللغة الصربية باسم Петроварадин، وبالمجرية باسم Pétervárad، وبالألمانية باسم Peterwardein.

## الجغرافيا
تقع مدينة بتروڤارادين في منطقة سيرميا، على نهر الدانوب وجبل <b>فروسكا غورا</b> (Fruška Gora)، وهو جبل ناتئ بارتفاع يتراوح بين 78 و220 مترًا. يتكون الجزء الشمالي من جبل فروشكا غورا من مناطق انهيارات أرضية ضخمة، ولكنها غير نشطة، باستثناء حي ريبنجاك (Ribnjak) الذي يقع بين سريمسكا كامينيكا (Sremska Kamenica) وقلعة بتروڤارادين.

## التاريخ
يعود تاريخ الاستيطان البشري في أراضي بتروڤارادين الحالية إلى العصر الحجري، حوالي 4500 عاماً قبل الميلاد. غزا القِلط هذه المنطقة في القرن الرابع قبل الميلاد، ثم الرومان في القرن الأول قبل الميلاد.
أسس القِلط أول قلعة في هذا الموقع، وكانت جزءًا من دولة قبيلة سكورديسكي (Scordisci) التي كانت عاصمتها في سينغيدونوم (Singidunum) أو بلغراد الحالية.
بعد أن غزا الرومان قبيلة سكورديسكي القلطية، بنوا قلعة أكبر باسم Cusum في القرن الأول، وأدخلوها إدارياً تحت بانونيا الرومانية. ثم ضموا القلعة إلى بانونيا السفلى (Pannonia Inferior) وبانونيا الثانية (Pannonia Secunda).
في القرن 5، غزا الهون مدينة كوسوم وتعرضت للدمار.
ثم غزا المدينة القوط الشرقيين، والغبيديون، واللومبارديون.
وبحلول نهاية القرن 5، أعاد البيزنطيون بناء المدينة وأطلقوا عليها اسم كوسوم (Cusum) و پيتريكون (Petrikon) أو پيتريكوڤ (Petrikov)، وجعاوها جزءًا من مقاطعة بانونيا البيزنطية. ثم انتقلت مرة أخرى إلى أيدي الآفار والفرنجة والبلغار والبيزنطيين.
في القرن 11، خلال الإدارة البلغارية، عُرفت المدينة باسم پيتريك (Petrik) وكانت جزءًا من أملاك الدوق <b>سيرمون</b> (Sermon) حاكم سيرميا التابع لصامويل البلغاري قيصر الإمبراطورية البلغارية الأولى،
ثم خلال الحكم البيزنطي اللاحق، أصبحت جزءًا من إقليم سيرميوم (باليونانية: θέμα Σιρμίου) الذي كان وحدة إدارية بيزنطية (ثيما theme) في المناطق التي تقع اليوم ضمن صربيا وكرواتيا والبوسنة والهرسك. وكانت عاصمته مدينة سيرميوم المعروفة اليوم باسم سريمسكا ميتروفيتشا في صربيا.
وفي وقت لاحق، أصبحت المدينة جزءًا من مملكة المجر.
بين عامي 1522م و1526م، كانت بتروڤارادين قاعدة لفرقة مشاة شايكاسكا (Ŝajkaš) البحرية النهرية الخاصة بجيش هابسبورغ والعاملة على أنهار الدانوب وتيسا وسافا وموريش، ولكن في عام 1526م، استولت الدولة العثمانية على بتروڤارادين بعد معركة استمرت أسبوعين خاضتها ضد قوات مشتركة من الكروات والصرب والمجريين.
في حرب الدولة العثمانية ضد الملكية الهابسبورغية عام 1683م-1699م، تخلى العثمانيون عن بتروڤارادين. وفي عام 1690م، عادوا لمدة عامين فقط. بعد ذلك، ظلت بتروڤارادين تحت سيطرة هابسبورغ كجزء من الحدود العسكرية السلافونية.
في عام 1695م، تم جلب قوة عسكرية من الصرب مكونة من 600 من المشاة و200 من سلاح الفرسان بقيادة الكابتن پاني بوزيتش (Pane Božić) إلى بتروڤارادين للخدمة. عمل ألف صربي في بناء القلعة والتحصينات تحت إشراف المهندس العسكري سيباستيان لو بريستر دي فوبان.
خلال الإدارة المجرية، كانت المدينة في البداية جزءًا من مقاطعة بولجيان (Bolgyán) ثم جزءًا من مقاطعة سيرميا، بينما خلال الإدارة العثمانية، كانت في البداية جزءًا من دوقية سيرميا التابعة التي يحكمها الدوق الصربي رادوسلاف شيلنيك (Radoslav Čelnik) (1527م-1530م)، ثم جزءًا من سنجق سيرميا.
في عهد الإدارة العثمانية، كان في بتروڤارادين 200 منزل وثلاثة مساجد. وكان هناك أيضًا حي مسيحي به 35 منزلًا يسكنه الكروات.

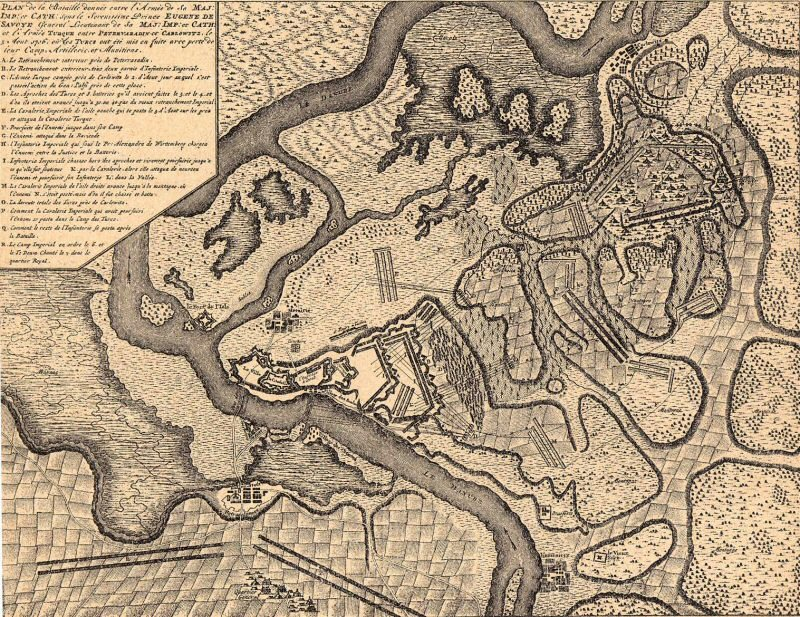
معركة بتروڤارادين عام 1716م.

كانت بتروڤارادين موقعًا لمعركة بارزة وقعت في 5 أغسطس 1716م حيث هزمت ملكية هابسبورغ بقيادة الأمير يوجين من سافوي قوات العثمانيين بقيادة السلحدار داماد علي پاشا. هزمت قوات هابسبورغ بقيادة الأمير يوجين العثمانيين في وقت لاحق في بلغراد قبل أن يطلب العثمانيون السلام في بوزاريفاتس (Požarevac).
في عهد إدارة هابسبورغ، كان بتروڤارادين جزءًا من الحدود العسكرية لهابسبورغ (القيادة العامة السلافونية - فوج بتروڤارادين). في عامي 1848م و1849م، كانت المدينة جزءًا من فويفودينا الصربية، ولكن في عام 1849م، عادت تحت الإدارة العسكرية للحدود. مع إلغاء الحدود العسكرية في عام 1881م، ضُمت المدينة إلى مقاطعة سيرميا في كرواتيا-سلافونيا، والتي كانت مملكة ذات حكم ذاتي داخل الإمبراطورية النمساوية المجرية.

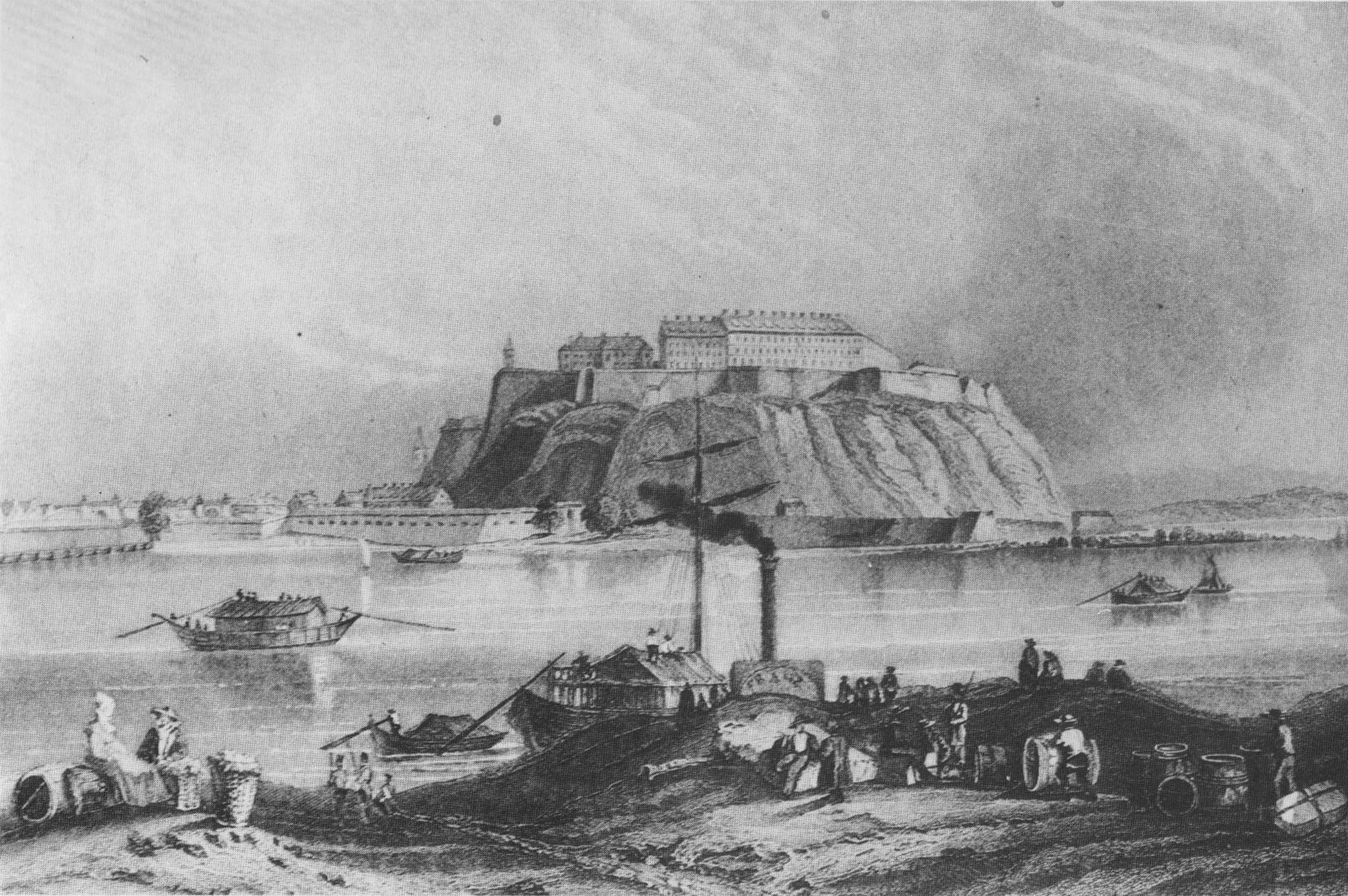
قلعة بتروڤارادين عام 1830م.

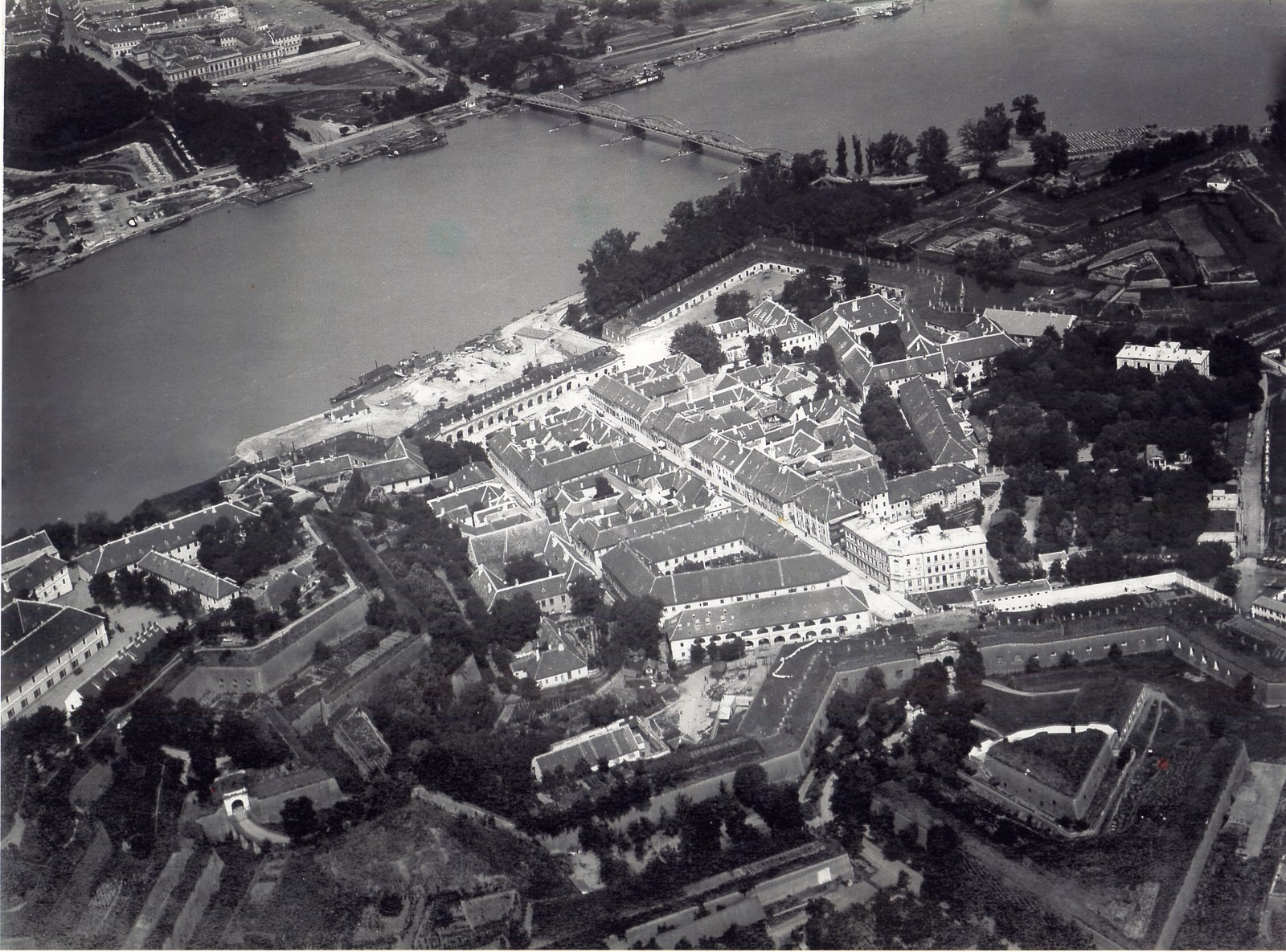
بتروڤارادين بودغراد، عشرينيات القرن الماضي.

في عام 1918م، أصبحت المدينة في البداية جزءًا من دولة السلوفينيين والكروات والصرب، ثم صارت جزءًا من مملكة صربيا وأخيرًا جزءًا من مملكة الصرب والكروات والسلوفينيين التي أصبحت معروفة لاحقًا باسم يوغوسلافيا.
بين عامي 1918م و1922م، كانت المدينة جزءًا من مقاطعة سيرميا، وبين عامي 1922م و1929م جزءًا من منطقة سيرميا، وبين عامي 1929م و1941م صارت جزءًا من بانوفينا الدانوبية، وهي مقاطعة تابعة لمملكة يوغوسلافيا.
ومن عام 1918م إلى عام 1936م، أصبح مقر القوات الجوية الملكية اليوغوسلافية في بتروڤارادين.
وخلال الحرب العالمية الثانية ما بين 1941م و1944م، احتلتها قوات المحور وألحقتها بدولة كرواتيا المستقلة.
ومنذ نهاية الحرب في هذا الجزء من يوغوسلافيا في عام 1944م، كانت المدينة جزءًا من مقاطعة فويفودينا المتمتعة بالحكم الذاتي، والتي أصبحت منذ عام 1945م جزءًا من صربيا الاشتراكية الجديدة داخل يوغوسلافيا الاشتراكية.

## المستوطنات والأحياء السكنية
أحياء بتروڤارادين هي:
- قلعة بتروڤارادين،

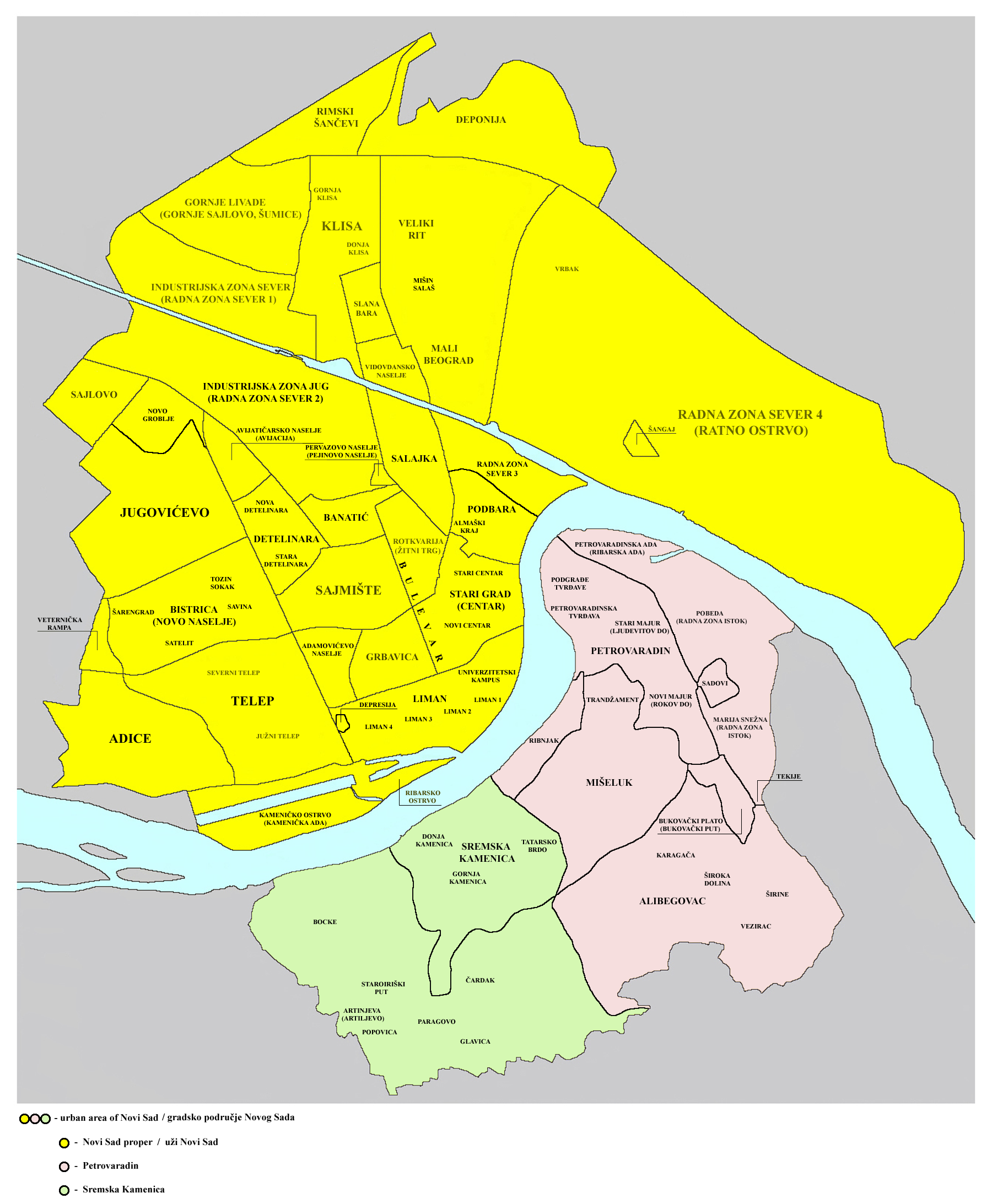
خريطة للمنطقة الحضرية في نوفي ساد وأحياء المدينة، مع توضيح موقع بتروڤارادين باللون الزهري.

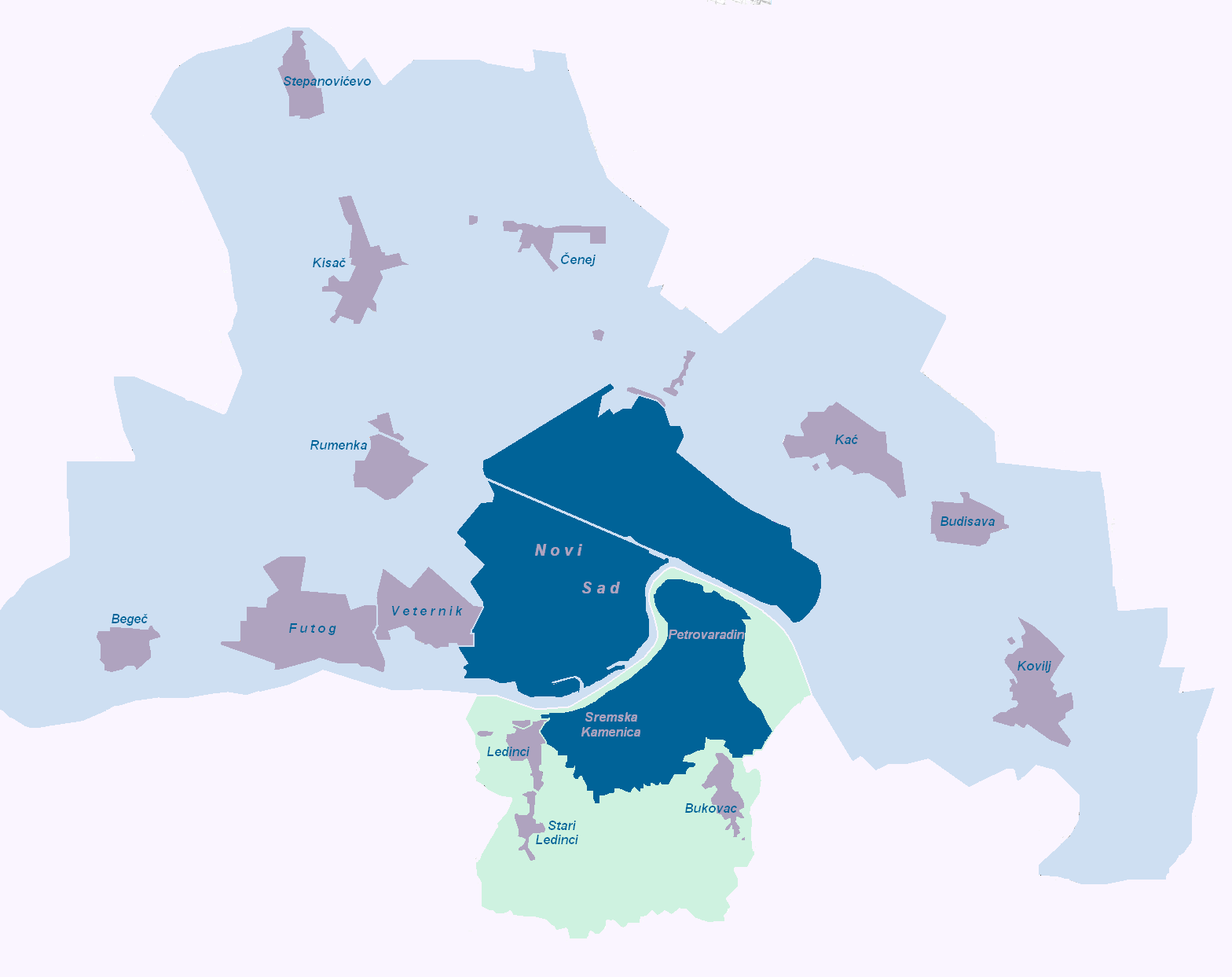
خارطة لمدينة نوفي ساد، مبين عليها بلدية بتروڤارادين باللون الأخضر (جنوباً).

- بودجرادي تفرداف (Podgrađe Tvrđave)، وهي جزء محصن من بتروڤارادين وجزء من مجمع قلعة بتروڤارادين)،
- ستاري ماجور (Stari Majur)، وهي جزء من بتروڤارادين حيث توجد مكاتب المجتمع المحلي لبتروڤارادين،
- نوفي ماجور (Novi Majur)،
- بوكوفاسكي بلاتو (Bukovački Plato) أو بوكوفاشكي بوت (Bukovački Put)،
- سادوفي (Sadovi)،
- شيروكا دولينا (Široka Dolina)،
- شيرين (Širine)،
- فيزيراك (Vezirac)،
- تراندزامنت (Trandžament)،
- ريبنجاك (Ribnjak)،
- ميسيلوك (Mišeluk)،
- أليبيجوفاتش (Alibegovac)،
- رادنا زونا إستوك (Radna Zona Istok)،
- ماريا سنيزنا (Marija Snežna) أو رادنا زونا إستوك (Radna Zona Istok)،
- وبتروڤارادينسكا آدا (Petrovaradinska Ada) أو ريبارسكا آدا (Ribarska Ada).

تمتعت بتروڤارادين بين عامي 2002م و2019م بوضع بلدية منفصلة داخل مدينة نوفي ساد، ولكن لم يتم إنشاء هيئاتها الإدارية مطلقًا وكان الوضع شكليًا في الغالب.
غطت البلدية مدينة بتروڤارادين بالإضافة إلى المنطقة الواقعة على الضفة اليمنى لنهر الدانوب: مدينة سريمسكا كامينيكا (Sremska Kamenica)؛ وقرى ستاري ليدينسي (Stari Ledinci)، ونوفي ليدينسي (Novi Ledinci)، وبوكوفاتش (Bukovac)، ويبلغ إجمالي عدد سكانها حوالي 34’000 نسمة.
تم إنهاء وضع البلدية بقرار من مجلس المدينة عام 2019م. 

## التركيبة السكانية

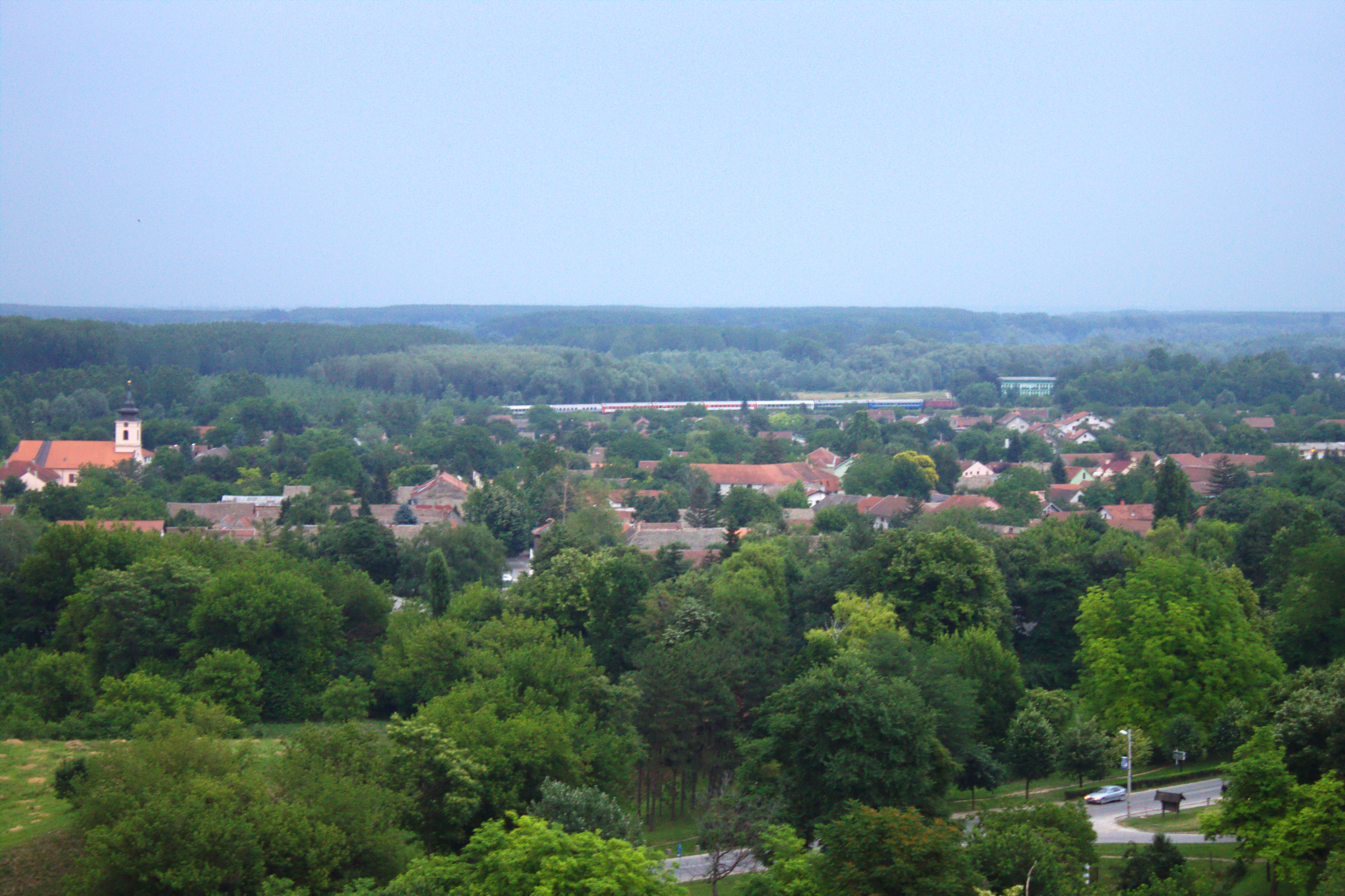
حي ستاري ماجور (Stari Majur).

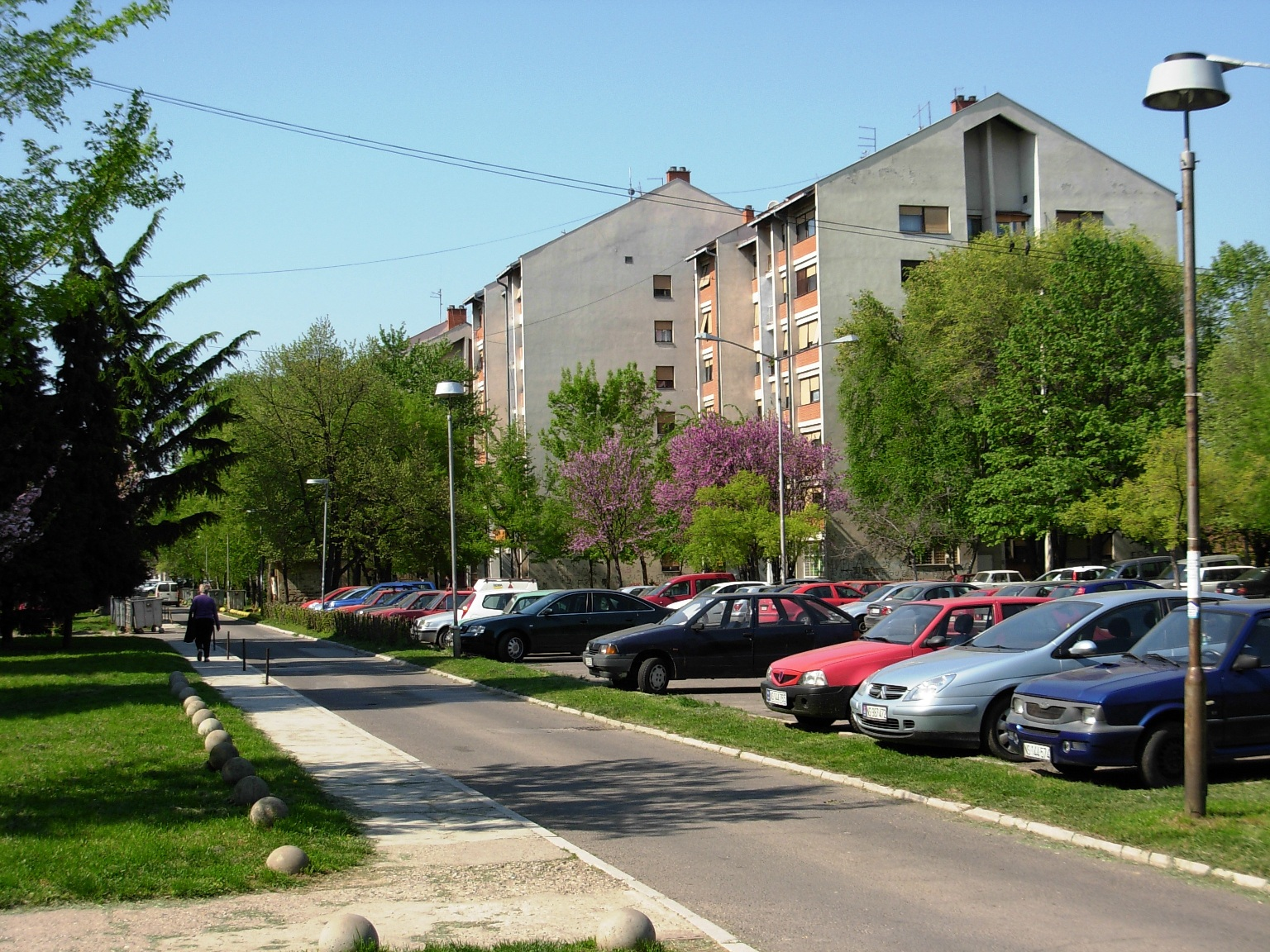
مركز مدينة بتروڤارادين، شارع مفرزة فروشكا غورا.

في عام 1961م بلغ عدد سكان مدينة بتروڤارادين 8’408 نسمة، وفي عام 1971مم بلغ 10,477 نسمة، وفي عام 1981م بلغ 10,338 نسمة، وفي عام 1991م بلغ 11,285 نسمة، وفي عام 2002م بلغ 13,973 نسمة. وبحسب تقديرات سجل المدينة، بلغ عدد سكان بلدة بتروڤارادين 15,266 نسمة اعتبارًا من منتصف عام 2005م. 

### المجموعات العرقية
البلدية
وفقًا لتعداد عام 2011م، بلغ إجمالي عدد سكان أراضي بلدية بيتروفارادين الحالية 33,865 نسمة، منهم 27,328 من العرق الصربي (80.69%).
جميع المستوطنات في البلدية لها أغلبية عرقية صربية.
البلدة
| المجموعة العرقية | 1991م  | %      | 2002م  | %      |
| ---------------- | ------ | ------ | ------ | ------ |
| الصرب            | 5,643  | 50%    | 9,708  | 69.48% |
| الكروات          | 2,236  | 19.81% | 1,364  | 9.76%  |
| اليوغوسلاف       | 1,893  | 16.78% | 779    | 5.58%  |
| المجريون         | 431    | 3.82%  | 396    | 2.83%  |
| الجبل الأسود     | 250    | 2.22%  | 228    | 1.63%  |
| الروثينيون       | 148    | 1.31%  | 141    | 1.01%  |
| أخرى             | 653    | 5.79%  | 1,357  | 9.71%  |
| المجموع          | 11,285 | -      | 13,973 | -      |

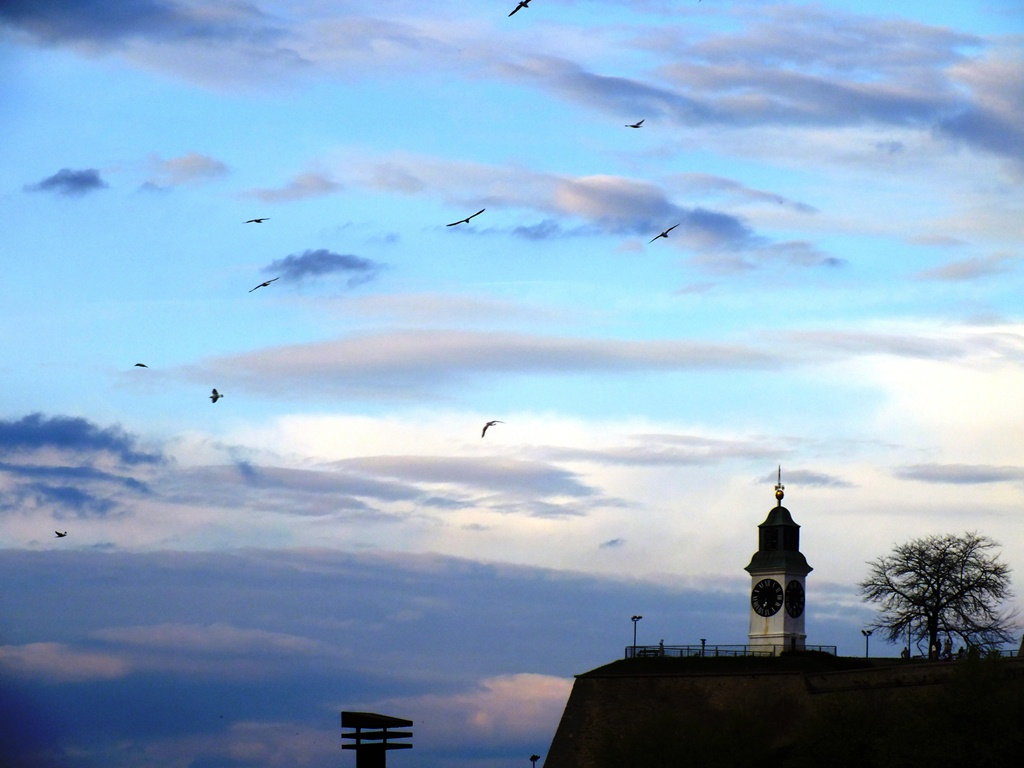
بتروڤارادين.

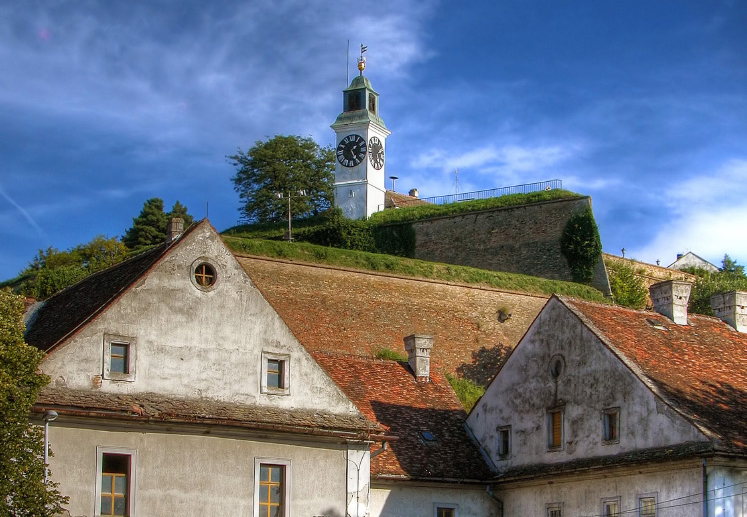
بتروڤارادين.

في عهد الدولة العثمانية، كانت مدينة بتروڤارادين مأهولة بالمسلمين في الغالب، في حين كان بعض الصرب يعيشون هناك أيضًا في الحي المسيحي.
وفقًا لتعداد هابسبورغ لعام 1720م، كان لدى سكان بيتروفارادين في الغالب أسماء وألقاب ألمانية وصربية كرواتية.
خلال الفترة اللاحقة لإدارة هابسبورغ وفي الجزء الأول من القرن العشرين، كانت المجموعة العرقية الأكبر في بلدة بيتروفارادين هي العرقية الكرواتية.
وفقًا لتعداد عام 1910م، كان عدد سكان المدينة 5,527 نسمة، منهم 3,266 يتحدثون الكرواتية (59.09%)، و894 يتحدثون الألمانية (16.18%)، و730 يتحدثون الصربية (13.21%)، و521 يتحدثون المجرية (9.43%)، و159 يتحدثون السلوفاكية (2.88%).
وبحسب تعداد عام 1971م، كانت أكبر مجموعة عرقية في بتروڤارادين من الصرب.
اليوم، هناك عدد من الأحياء التي يسكنها عدد كبير من الكروات في بتروڤارادين، مثل ستاري ماجور (Stari Majur) وبودجراتشي تفردافي (Podgrađe Tvrđave).

## الاقتصاد
يبين الجدول التالي معاينة للعدد الإجمالي للأشخاص العاملين في الأنشطة الأساسية، اعتبارًا من عام 2017م: 
| نشاط                                          | المجموع |
| --------------------------------------------- | ------- |
| الزراعة والغابات وصيد الأسماك                 | 163     |
| التعدين                                       | 12      |
| صناعة المعالجة                                | 1,081   |
| توزيع الطاقة والغاز والمياه                   | 114     |
| توزيع المياه وإدارة نفايات المياه             | 610     |
| بناء                                          | 373     |
| الجملة والتجزئة والإصلاح                      | 1,206   |
| المرور والتخزين والاتصالات                    | 333     |
| الفنادق والمطاعم                              | 198     |
| وسائل الإعلام والاتصالات                      | 115     |
| التمويل والتأمين                              | 15      |
| مخزون العقارات والميثاق                       | 3       |
| الأنشطة المهنية والعلمية والابتكارية والتقنية | 280     |
| الخدمات الإدارية وغيرها                       | 86      |
| الإدارة والضمان الاجتماعي                     | 174     |
| تعليم                                         | 384     |
| الرعاية الصحية والعمل الاجتماعي               | 2,252   |
| الفن والترفيه والاستجمام                      | 181     |
| خدمات أخرى                                    | 117     |
| المجموع                                       | 7,687   |

## السياسة
كانت بتروڤارادين بين عامي 1980م و1989م بلدية داخل مدينة نوفي ساد.
من عام 1989م إلى عام 2002م، تم إلغاء بلديات نوفي ساد وأصبحت أراضي بلدية بتروڤارادين السابقة جزءًا من بلدية نوفي ساد التي شملت كامل أراضي مدينة نوفي ساد الحالية.
أعيد تأسيس بلديات مدينة نوفي ساد رسميًا عام 2002م، وكانت بتروڤارادين هي البلدية الثانية، حيث كان ذلك شرطًا للحصول على وضع المدينة في ذلك الوقت.
في عام 2007م، بعد تحديث قانون الحكم المحلي، تم رفع شرط وجود بلديات متعددة للحصول على صفة المدينة، وتم إعلان 20 مدينة إضافية.  ومع ذلك، فإن قانون المدينة المتجدد لعام 2008م توقع أيضًا تشكيل بلديتين منفصلتين، ولكن لم يتم تأسيسهما أبدًا، وكانت المدينة بأكملها تُدار من قبل إدارة المدينة وحدها. 
بتروڤارادين لديها مكتب مجتمعي محلي فقط، وفي مارس 2019م، تم اعتماد قانون جديد للمدينة، ألغى أي بلديات منفصلة. 

## شخصيات بارزة
- أنطون هاسنهوت (Anton Hasenhut) (1766م–1841م)، ممثل كوميدي نمساوي.
- يوسف جيلاتشيتش (1801م–1859م)، بان كرواتيا وجنرال بالجيش، ولد في بتروڤارادين.
- كريستيان فون ستيب (Christian von Steeb) (1848م–1921م)، مساح وجنرال مشاة نمساوي.
- فرانجو ستيفانوفيتش (Franjo Štefanović) (1879م–1924م)، ملحن وكاتب كرواتي.
- مارغريت فون فليندت (Margarethe von Flindt () (1880م-بعد 1902م)، ممثلة مسرحية نمساوية.
- كارل وولف (Karl Wolff) (1890م–1963م)، محامٍ نمساوي ومحاضر جامعي وقاضي دستوري.
- كوستا ناد (Kosta Nađ) (1911م–1986م)، جنرال في جيش التحرير الوطني اليوغوسلافي.

## معرض الصور

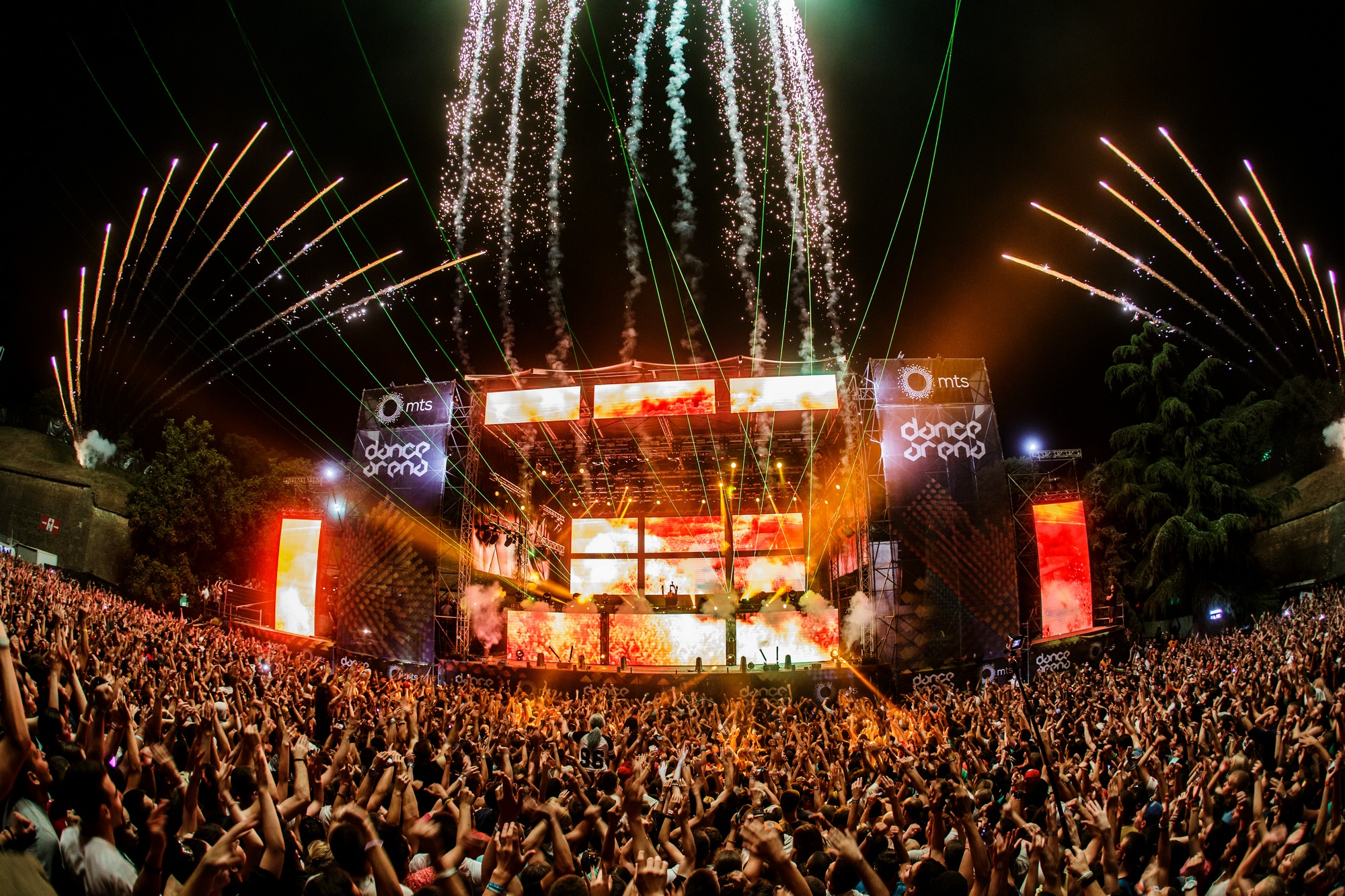
قلعة بتروڤارادين خلال مهرجان EXIT
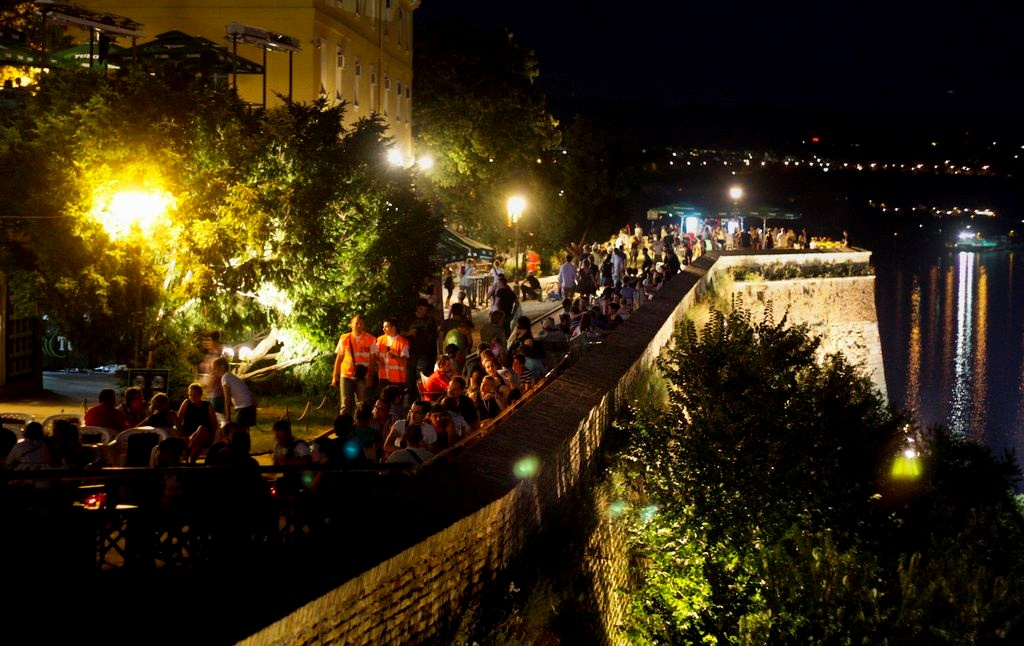
قلعة بتروڤارادين في الليل
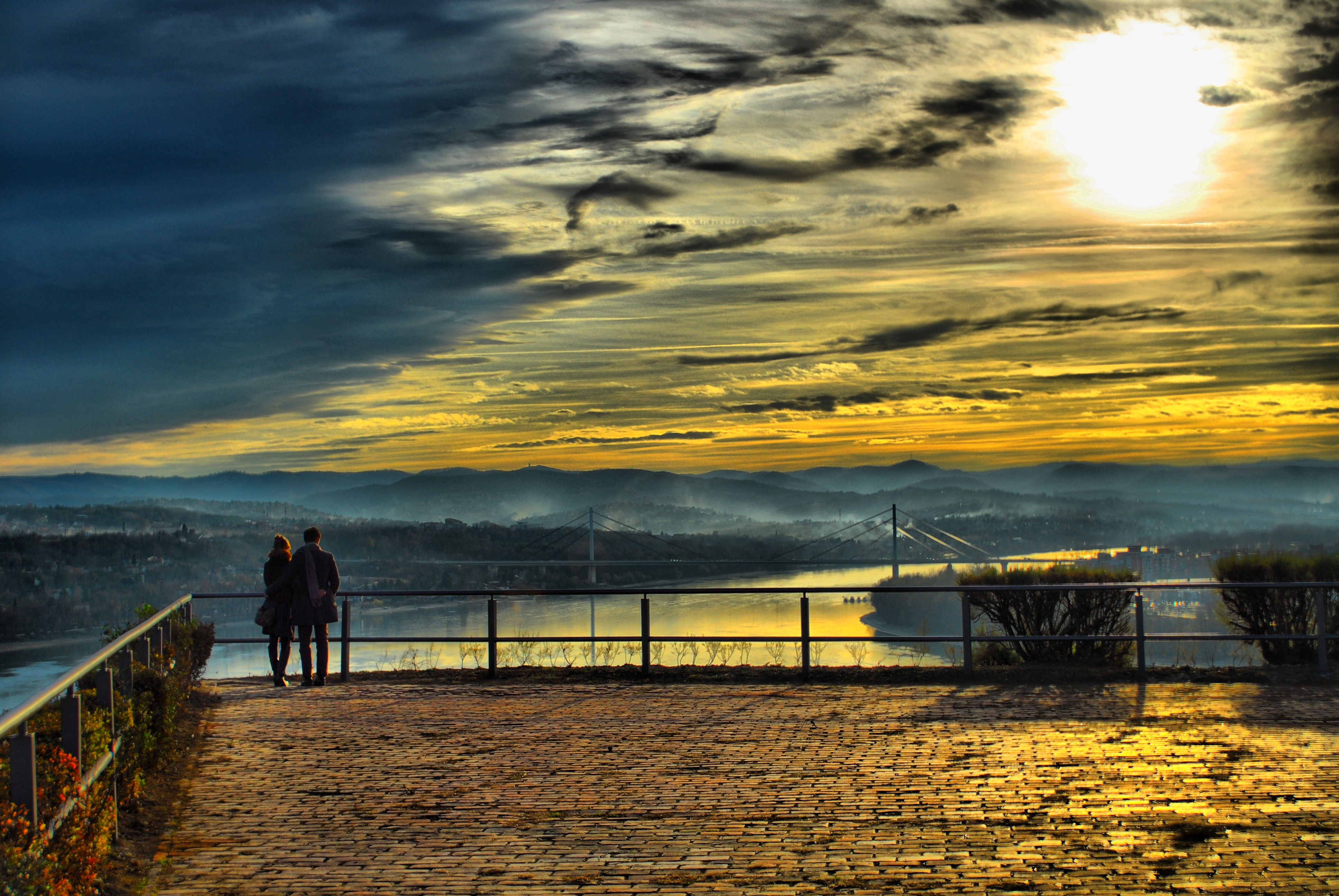
بتروڤارادين
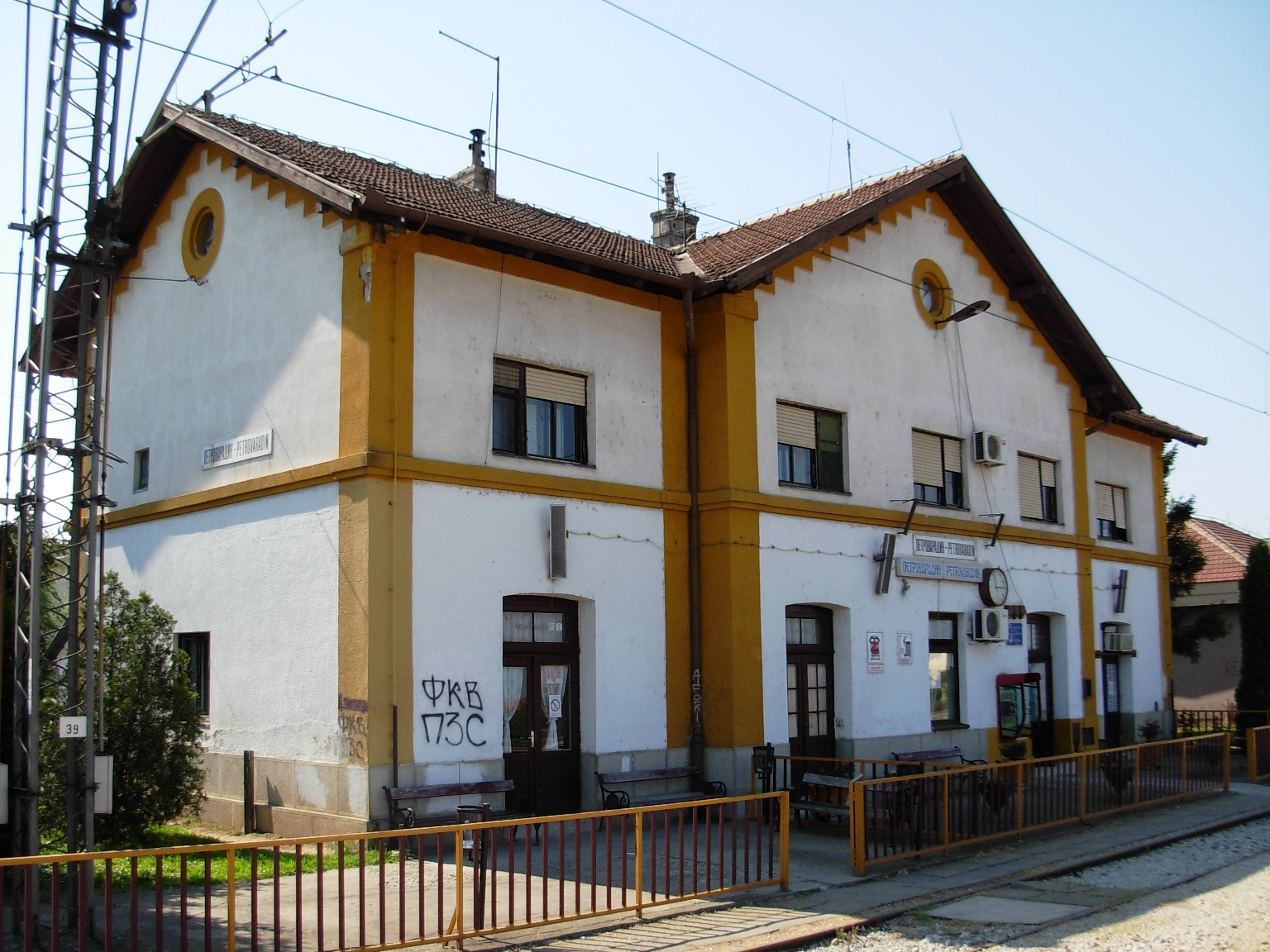
محطة سكة حديد بتروڤارادين
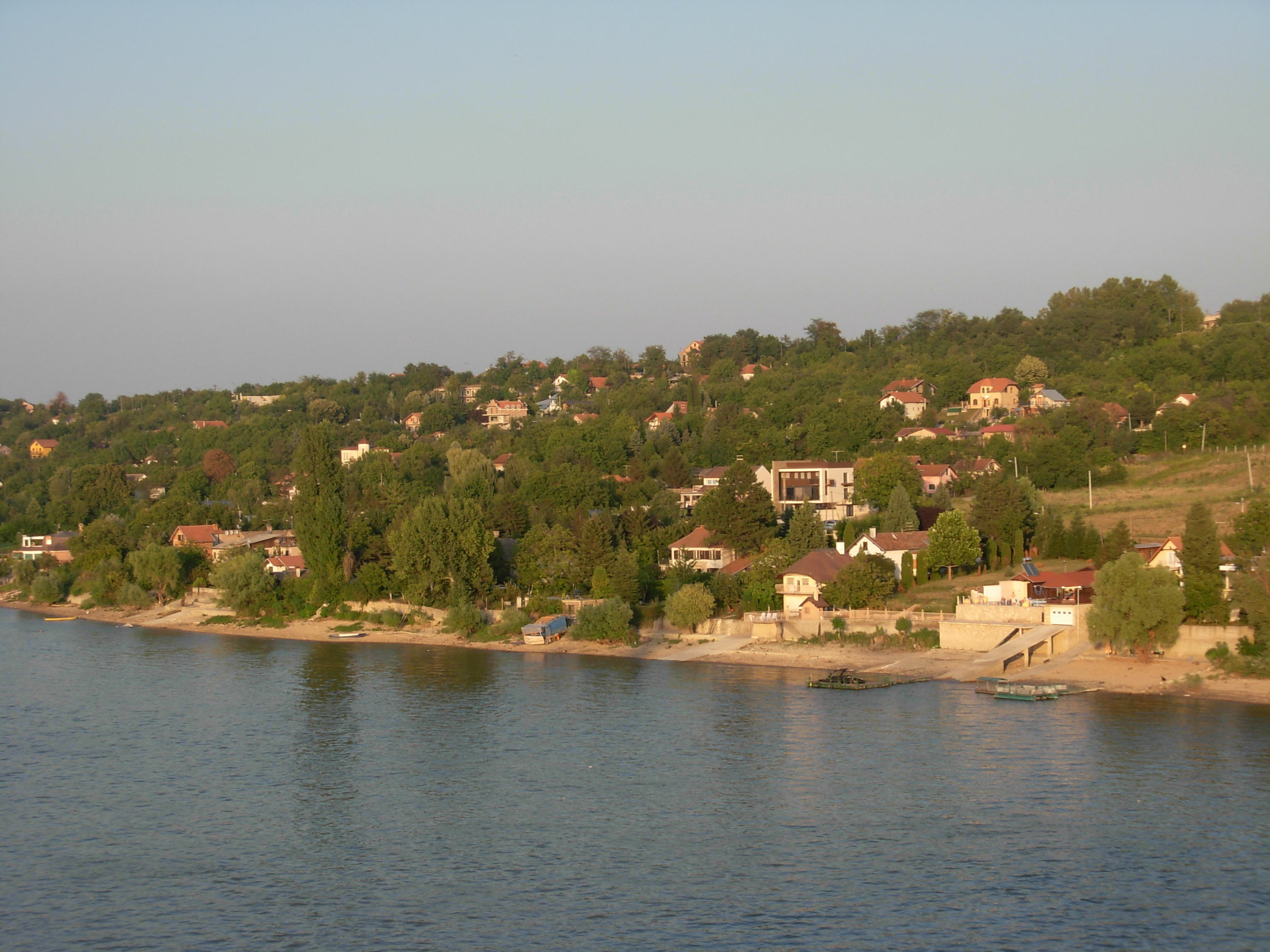
ريبنجاك
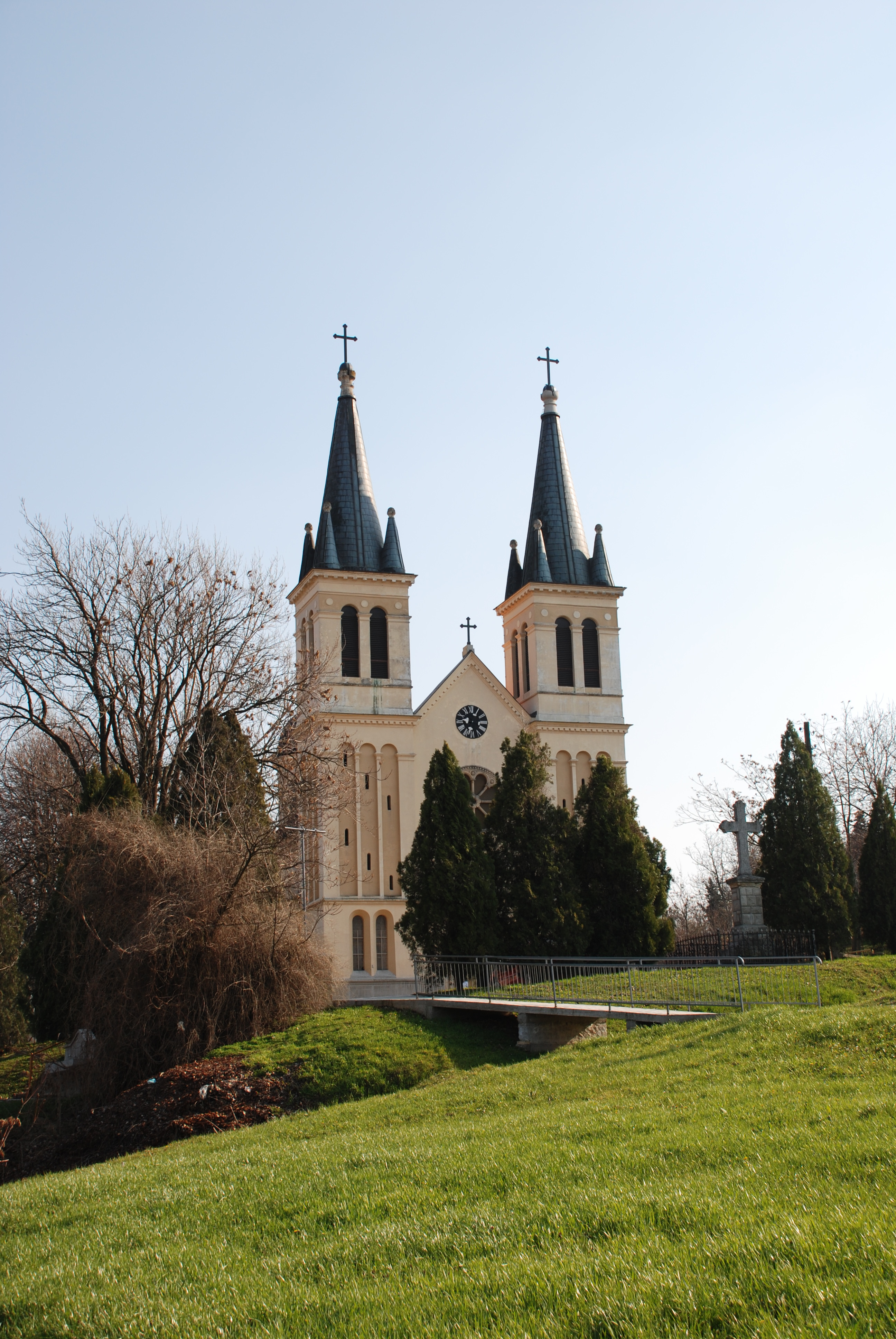
كنيسة سيدة الثلج المسكونية
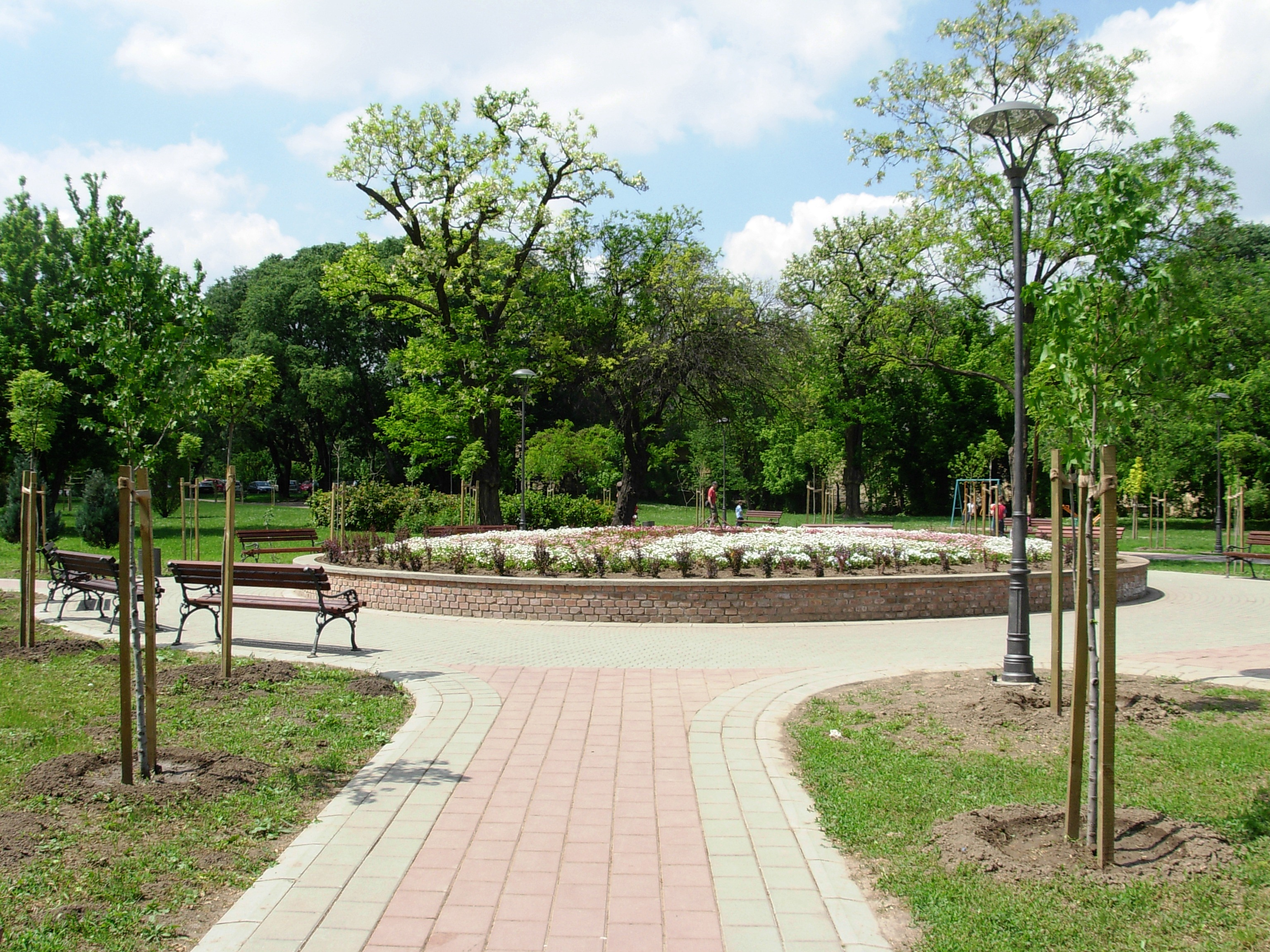
حديقة موليناري
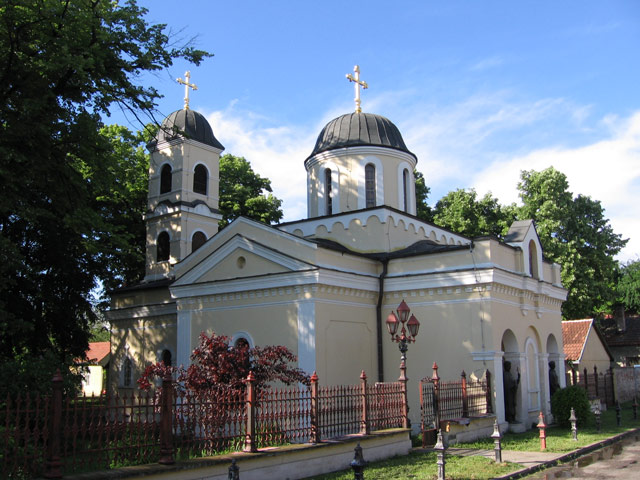
الكنيسة الأرثوذكسية الصربية للقديس بولس في بيتروفارادين
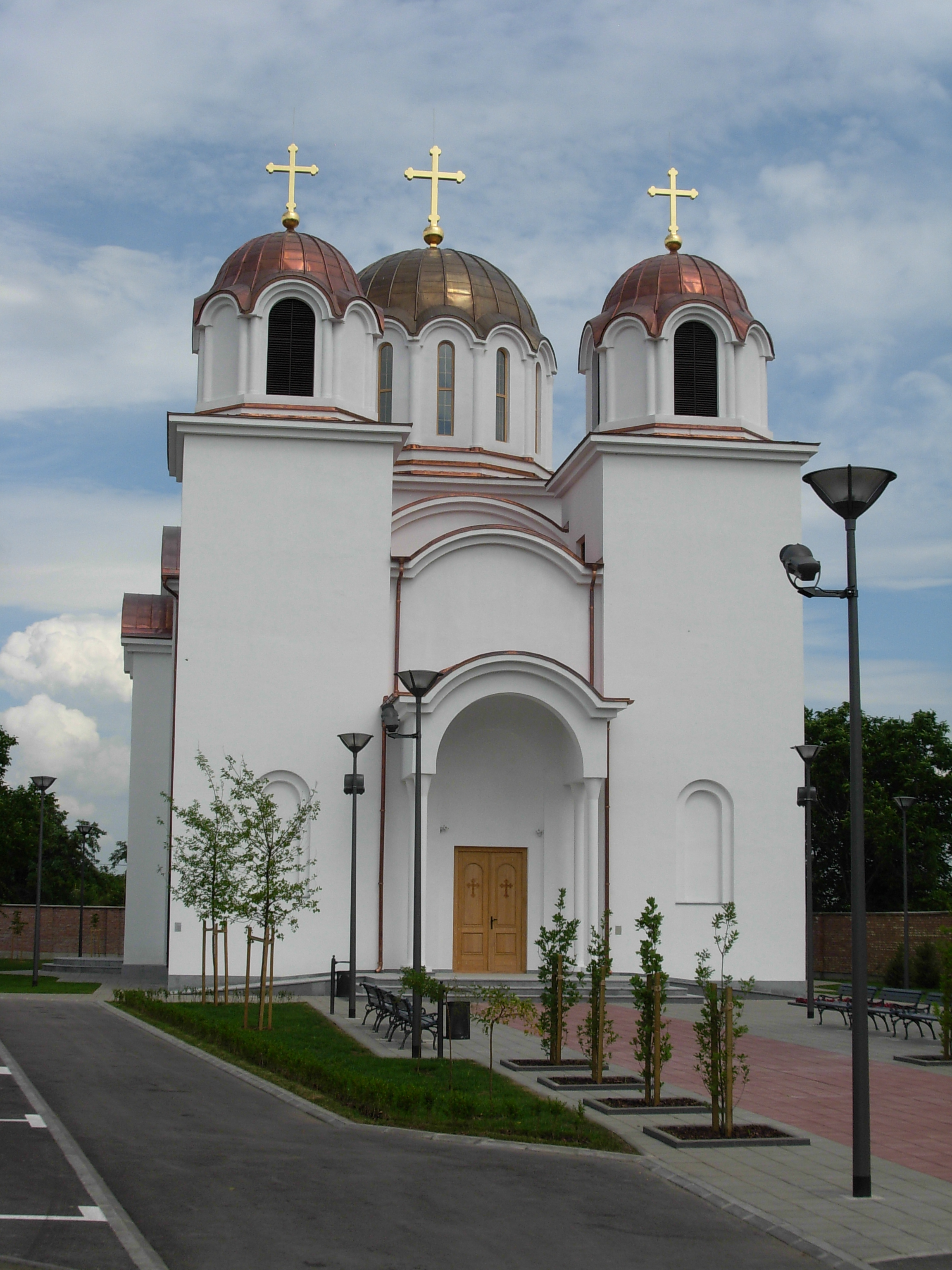
كنيسة القديسة بيتكا الأرثوذكسية الصربية في بيتروفارادين
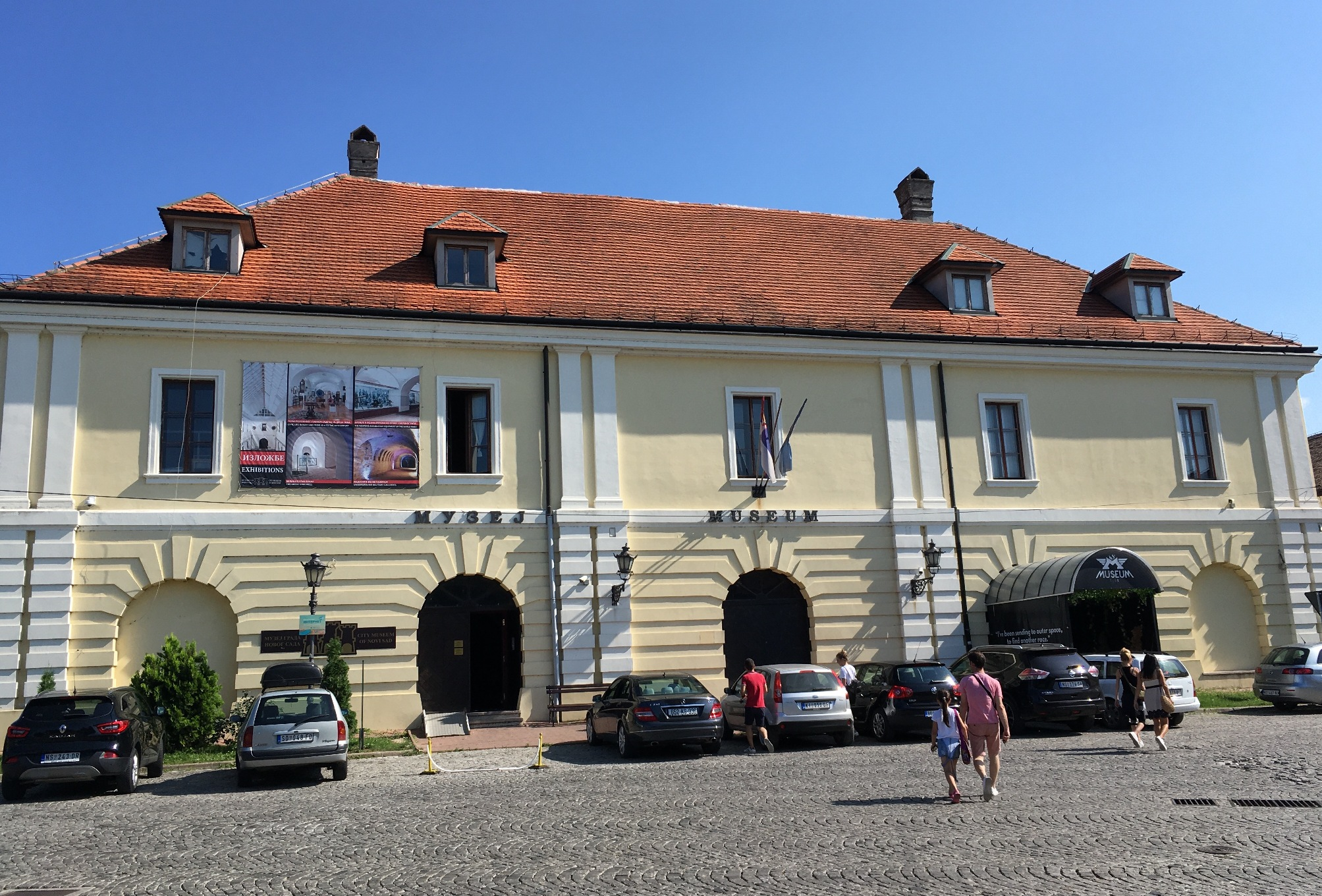
متحف المدينة في بتروڤارادين
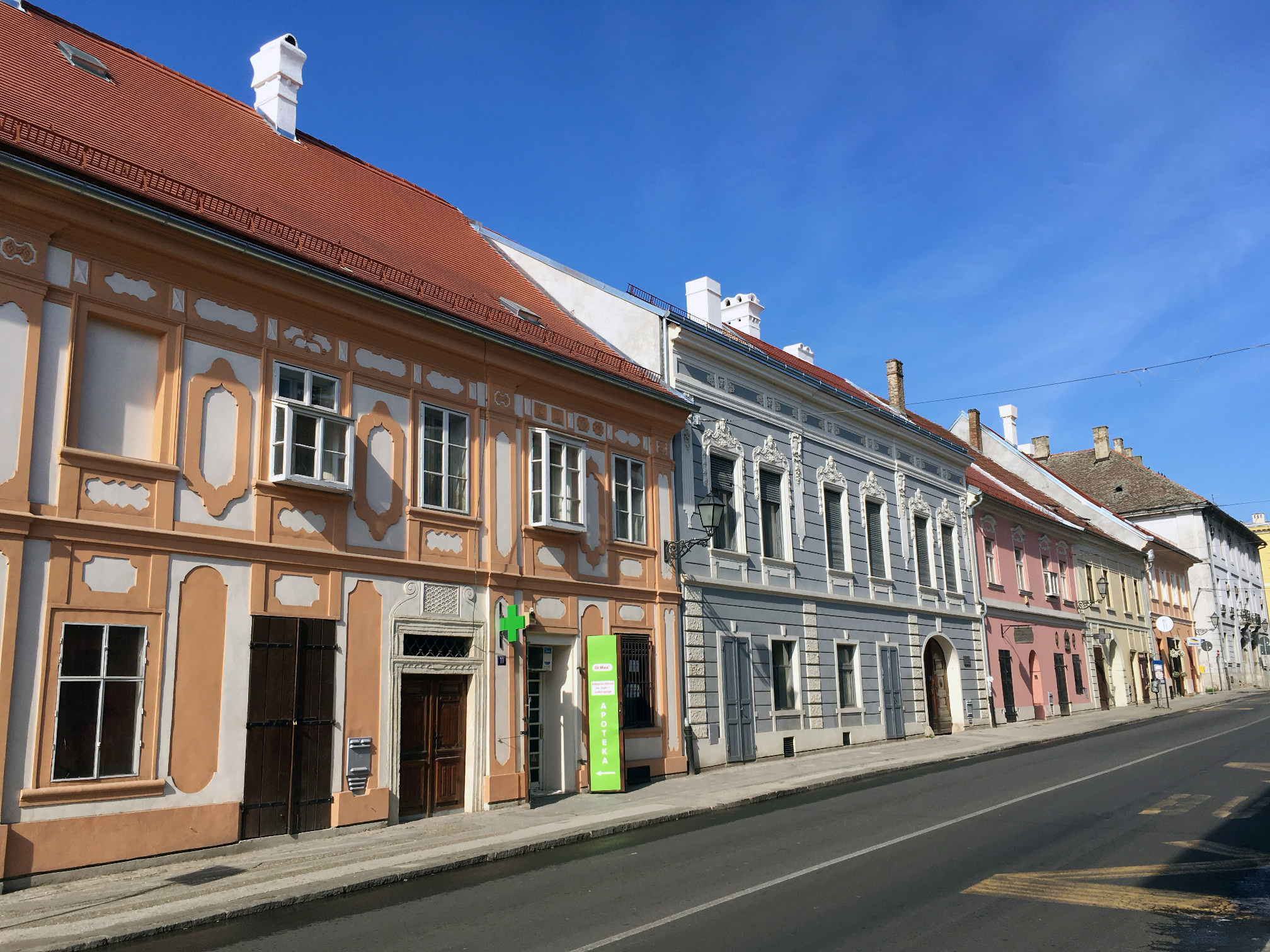
بتروڤارادين، الجزء الأوسط من القلعة
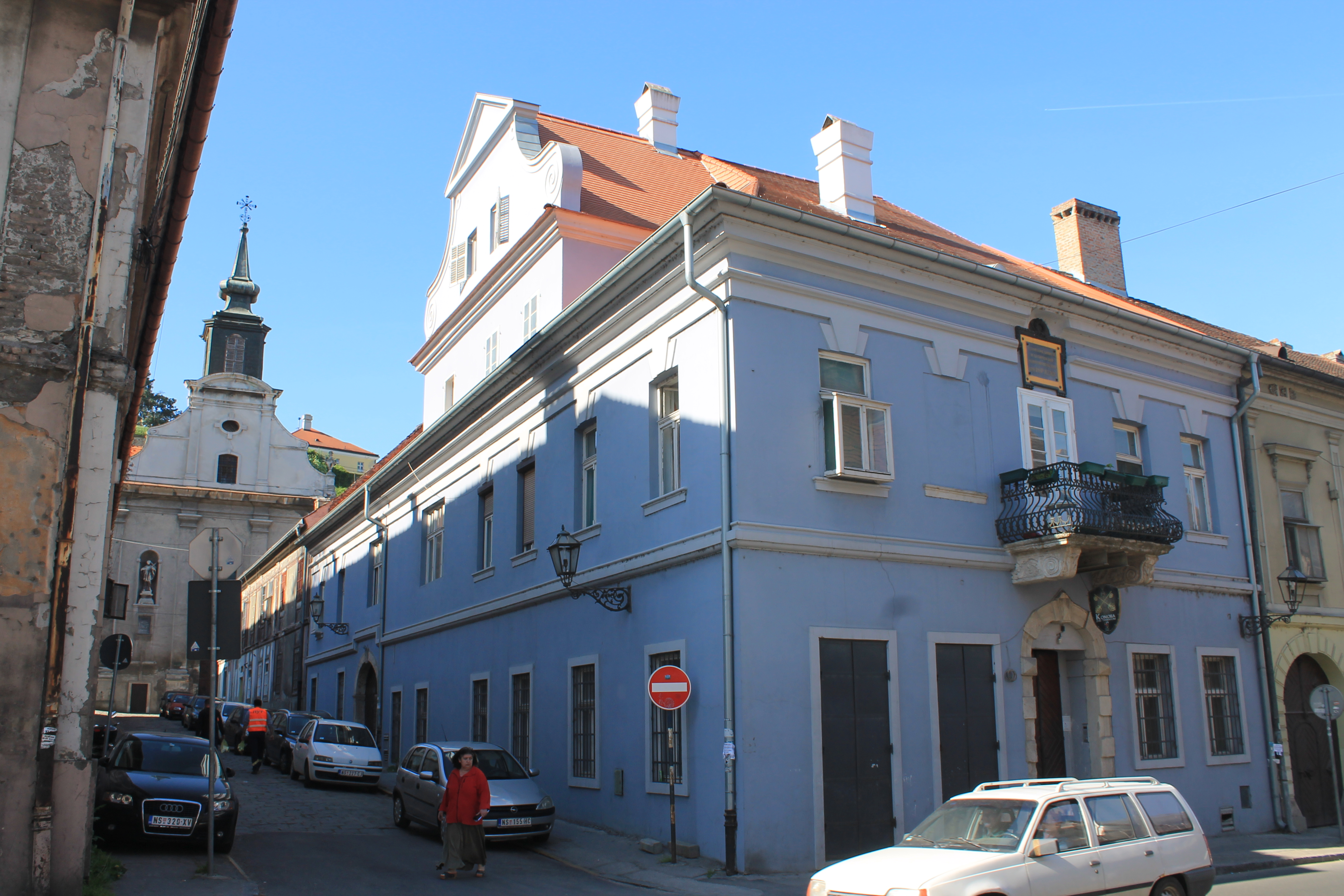
مسقط رأس بان جوزيب جيلاتشيتش